# Gerviraisčio pelkė
Gerviraisčio pelkė este o arie protejată (arie specială de conservare — SAC, sit de importanță comunitară — SCI) din Lituania întinsă pe o suprafață de 360,49 ha, integral pe uscat.

## Localizare
Centrul sitului Gerviraisčio pelkė este situat la coordonatele 54°53′44″N 24°58′19″E / 54.8956°N 24.9719°E.

## Înființare
Situl Gerviraisčio pelkė a fost declarat sit de importanță comunitară în ianuarie 2004 pentru a proteja 1 specie de animale. Situl a fost protejat și ca arie specială de conservare în decembrie 2018.

## Biodiversitate
Situată în ecoregiunea boreală, aria protejată conține 5 habitate naturale: Turbării active, Taiga vestică, Păduri caducifoliate de mlaștină fino-scandinave, Mlaștini împădurite, Păduri aluvionare cu Alnus glutinosa și Fraxinus excelsior (Alno-Padion, Alnion incanae, Salicion albae).
La baza desemnării sitului se află o specie protejată de  nevertebrate: Boros schneideri.
Pe lângă speciile protejate, pe teritoriul sitului au mai fost identificate 1 specie de păsări.